# Teofil Pavlykiv
Teofil Pavlykiv, cyrilicí Теофіл Павликів, polsky též Teofil Pawłykiw (7. srpna 1821 Berežany – 17. července 1905 Lvov), byl rakouský řeckokatolický duchovní a politik rusínské (ukrajinské) národnosti z Haliče, v 2. polovině 19. století poslanec Říšské rady.

## Biografie
Byl synem řeckokatolického faráře a děkana v Berežanech, jehož post sám později převzal. Od roku 1837 studoval filozofii a teologii na Lvovské univerzitě. V roce 1846 byl vysvěcen na kněze. Od roku 1848 byl farářem v Berežanech. Během revolučního roku 1848 byl zpočátku v Berežanech členem polské národní rady. Od května 1848 byl organizátorem a tajemníkem rusínského děkanátu, od srpna 1848 rusínské děkanátní rady v Berežanech. Zde vyučoval na gymnáziu ukrajinský jazyk. Od roku 1857 působil jako farář (v kostele panny Marie ve Lvově), od roku 1858 byl kanovníkem v bazilice svatého Jiří, od roku 1865 čestným kanovníkem. Zastával úřad referenta metropolitní konzistoře pro školní a nadační otázky. Od roku 1871 zasedal v chudinské komisi při místodržitelství.
Byl aktivní i politicky. Od 60. let patřil k rusofilskému směru mezi haličskými Ukrajinci, od roku 1875, podle jiného zdroje už od roku 1870, byl předsedou spolku Ruská rada. V letech 1880–1884 byl členem organizace Tovarystvo imeni Michaila Kačkovskoho. V letech 1861–1876 zasedal jako poslanec Haličského zemského sněmu. V roce 1871 byl spoluautorem rusínské petice, která požadovala přímé volby do parlamentu, revizi únorové ústavy a legislativu na ochranu rusínské národnosti.
Byl i poslancem Říšské rady (celostátního parlamentu), kam usedl v prvních přímých volbách roku 1873 za kurii venkovských obcí v Haliči, obvod Berežany, Rohatyn, Podhayce atd. V roce 1873 se uvádí jako Theophil Pawlikow, řeckokatolický kněz, bytem Lvov. Náležel mezi deset tehdejších rusínských poslanců z řad řeckokatolického kléru. Rusíni zpočátku v roce 1873 tvořili jen volnou skupinu, která v parlamentu vystupovala jako spojenec německorakouské centralisticky a liberálně orientované Ústavní strany. Brzy však vznikl samostatný Rusínský klub. Jako člen Rusínského klubu se uvádí i v roce 1878. V rámci rusínského politického tábora představoval staroruský proud.
Zemřel v červenci 1905.